# 筒花龙胆
筒花龙胆（学名：Gentiana tubiflora）为龙胆科龙胆属的植物，是中国的特有植物。分布在中国大陆的西藏等地，生长于海拔4,200米的地区，多生长于高山草甸，目前尚未由人工引种栽培。